# Championnat d'Europe de baseball 1971
Navigation
Édition précédente Édition suivante
Le championnat d'Europe de baseball 1971, douzième édition du championnat d'Europe de baseball, a eu lieu du 5 au 12 septembre 1971 à Parme et Bologne, en Italie. Il a été remporté par l'équipe des Pays-Bas.